# Kolekanos
Kolekanos — рід геконоподібних ящірок родини геконових (Gekkonidae). Представники цього роду є ендеміками Анголи.

## Види
Рід Kolekanos нараховує 2 види:
- Kolekanos plumicauda (Haacke, 2008)
- Kolekanos spinicaudus Lobón-Rovira, Conradie, Baptista, & Vaz Pinto, 2022